# Antoni Milambo
Antoni Milambo, né le 3 avril 2005 à Rotterdam aux Pays-Bas, est un footballeur néerlandais qui évolue au poste de milieu offensif au Brentford FC.

## Biographie

### Carrière en club
Né à Rotterdam, Antoni Milambo commence à jouer au DEH Musschen, club amateur de sa ville natale, avant de rejoindre le Feyenoord Rotterdam en 2015. Élément prometteur du centre de formation (en), il attire les convoitises de plusieurs clubs étrangers, finissant pour autant bien par signer son premier contrat professionnel dans le club rotterdamois en novembre 2020.
Après avoir fait la pré-saison avec l'équipe première, Milambo fait ses débuts professionnels avec Feyenoord le 12 août 2021, lors d'une victoire 3-0 en qualifications pour la Ligue Europa Conférence contre le FC Luzern. À 16 et 131 jours, Milambo devient alors le plus jeune joueur de l'histoire du club, surpassant le record de Georginio Wijnaldum,.
Également entré en jeu lors de la victoire 2-1 en match de poule contre le Maccabi Haïfa en Conférence, prenant ainsi part à l'épopée européenne de son club, qui l'amèneras jusqu'en finale, où ils échouent face à l'AS Rome,.

### Carrière en sélection
Antoni Milambo est international néerlandais en équipe de jeune. En avril 2022, il est sélectionné avec l'équipe de Pays-Bas des moins de 17 ans pour l'Euro 2022.
Initialement remplaçant, il s'impose comme un titulaire lors de la compétition continentale, étant notamment buteur lors d'une victoire 3-1 remarquée contre la France lors du dernier match de poule. Les Pays-Bas se qualifient ensuite pour la finale du tournoi, après avoir battu l'Italie 2-1 en quart, puis avec une victoire aux tirs au but face à la Serbie en demie, à la suite d'un score de 2-2 à la fin du temps réglementaire.

## Style de jeu
Milieu offensif, Antoni Milambo s'épanouit notamment dans une position de meneur de jeu reculé,,.

## Palmarès
| Feyenoord Rotterdam - Ligue Europa Conférence : - Finaliste en 2021-22. |  | Pays-Bas -17 ans - Championnat d'Europe -17 ans : - Finaliste en 2022. |